# 梁家墩镇
梁家墩镇，是中华人民共和国甘肃省张掖市甘州区下辖的一个乡镇级行政单位。

## 行政区划
梁家墩镇下辖以下地区：
梁家墩村、迎恩村、五号村、清凉寺村、四闸村、三工村、刘家沟村、六闸村、太和村和六号村。